# گرانیتسا (استان اوپوله)
گرانیتسا (به لهستانی: Granica) یک منطقهٔ مسکونی در لهستان است که در گمینا لشنگتسا واقع شده‌است.